# Беркшир (округ, Массачусетс)
Шаблон:StateAbbr_ 42°23′46″ пн. ш. 73°12′36″ зх. д. / 42.39613° пн. ш. 73.209892° зх. д.
Округ  Беркшир  (англ. Berkshire County) — округ (графство) у штаті  Массачусетс, США. Ідентифікатор округу 25003.

## Історія
Округ утворений 1761 року.

## Демографія
За даними перепису 
2000 року 
загальне населення округу становило 134953 осіб, зокрема міського населення було 94539, а сільського — 40414.
Серед мешканців округу чоловіків було 64547, а жінок — 70406. В окрузі було 56006 домогосподарств, 35110 родин, які мешкали в 66301 будинках.
Середній розмір родини становив 2,89.
Віковий розподіл населення поданий у таблиці:
| Стать    | До 15 років | 15-21 | 22-29 | 30-39 | 40-49 | 50-65 | 65-85 | Понад 85 |
| -------- | ----------- | ----- | ----- | ----- | ----- | ----- | ----- | -------- |
| Чоловіки | 12515       | 6762  | 5257  | 8920  | 10199 | 11282 | 8655  | 957      |
| Жінки    | 11940       | 6434  | 5291  | 9359  | 10769 | 12002 | 12146 | 2465     |

## Суміжні округи
- Беннінґтон, Вермонт — північ
- Франклін — північний схід
- Гемпшир — схід
- Гемпден — південний схід
- Лічфілд, Коннектикут — південь
- Дачесс, Нью-Йорк — південний захід
- Колумбія, Нью-Йорк — захід
- Ренсселер, Нью-Йорк — північний захід

## Виноски

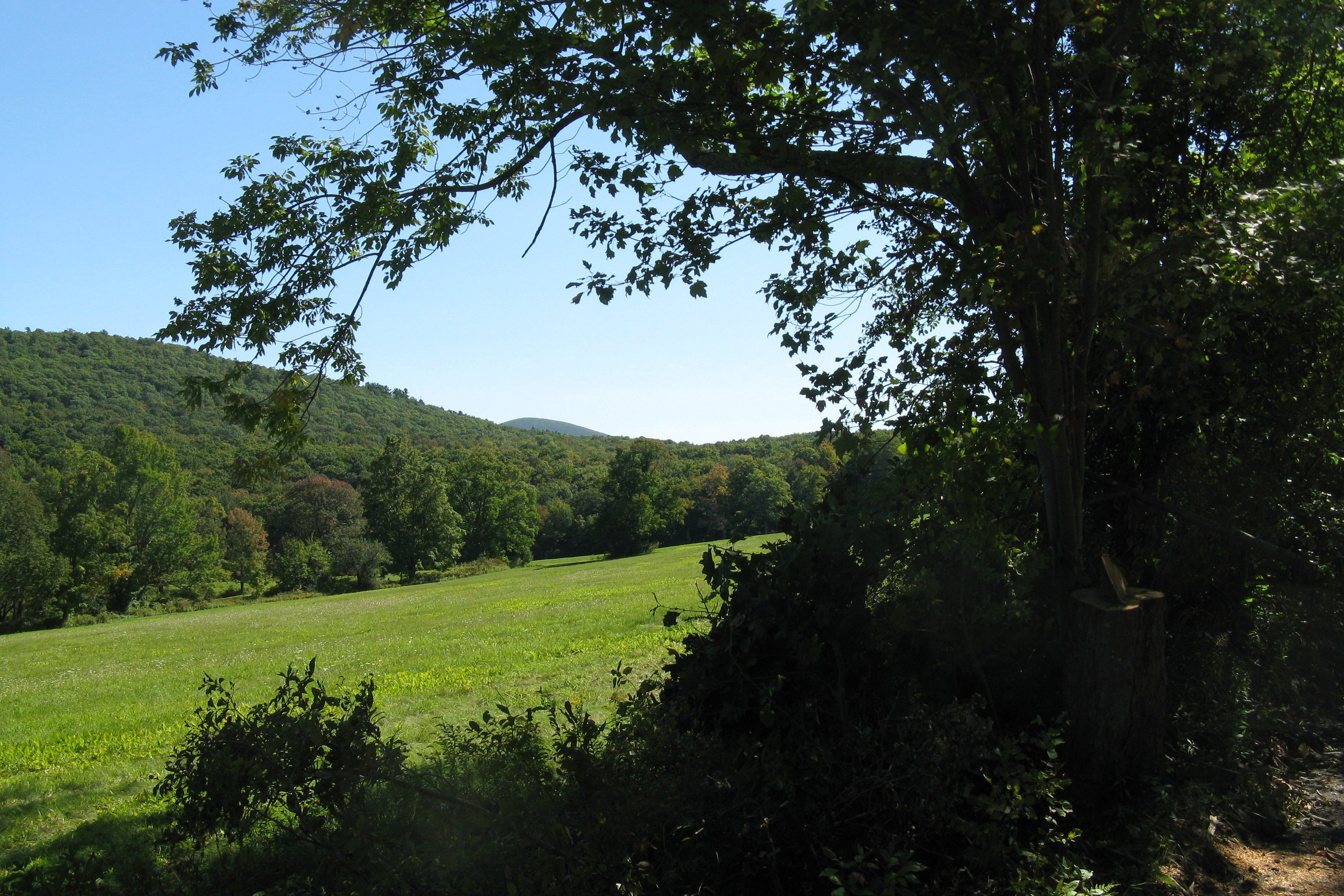

1. ↑  U.S. Decennial Census. United States Census Bureau. Архів оригіналу за 12 квітня 2013. Процитовано 15 вересня 2014.
2. ↑  Historical Census Browser. University of Virginia Library. Архів оригіналу за 11 серпня 2012. Процитовано 15 вересня 2014.
3. ↑  Population of Counties by Decennial Census: 1900 to 1990. United States Census Bureau. Архів оригіналу за 28 квітня 2015. Процитовано 15 вересня 2014.
4. ↑  Census 2000 PHC-T-4. Ranking Tables for Counties: 1990 and 2000 (PDF). United States Census Bureau. Архів (PDF) оригіналу за 18 грудня 2014. Процитовано 15 вересня 2014.
5. ↑  State & County QuickFacts. United States Census Bureau. Архів оригіналу за 7 червня 2011. Процитовано 26 серпня 2013.(англ.) Наведено за англійською вікіпедією.
6. ↑  American FactFinder. Бюро перепису населення США. Архів оригіналу за 26 лютого 2012. Процитовано 31 січня 2008. [Архівовано 2008-05-21 у Wayback Machine.]

| США | Це незавершена стаття з географії США. Ви можете допомогти проєкту, виправивши або дописавши її. |